# Stopford Brooke
Augustus Stopford Brooke, född 1832 och död 1916, var en engelsk präst och litteratör.
Brooke urträdde ur anglikanska kyrkan 1880 och övergick till unitarierna, och blev predikant inom deras samfund vid Bedford kapell, Bloomsbury till 1895, och ägnade sig sedan helt åt litterär verksamhet. Brooke utgav Life and letters of F. W. Robertson (1895) och ett flertal arbeten över engelsk litteratur, som blivit mycket uppskattade; framför allt intresserade han sig för det religiös inslaget i engelsk diktning. I svensk översättning finns flera predikningar och föredrag.